# Cairn von Belmaduthy

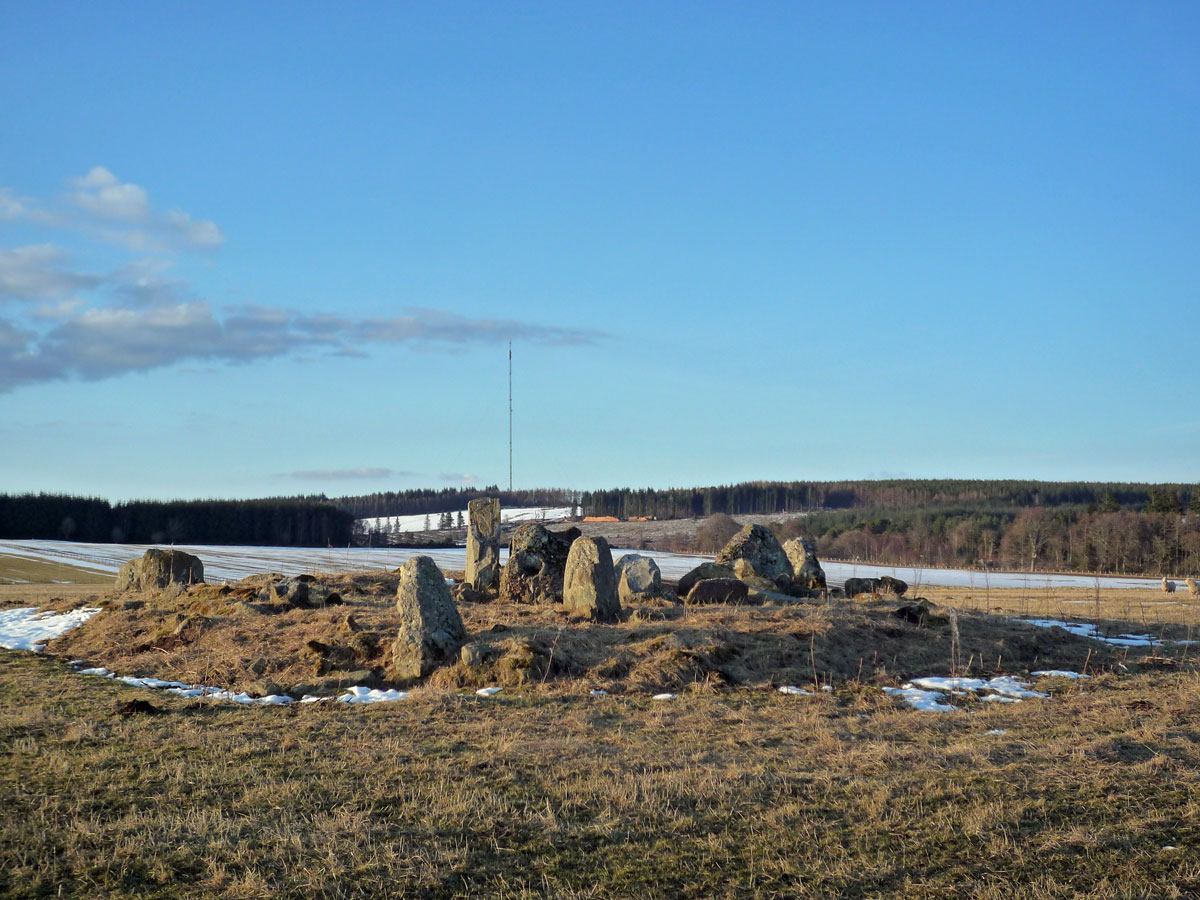
Belmaduthy Cairn

Der Cairn von Belmaduthy liegt 400 m von der namengebenden Farm, nördlich von Munlochy, bei Muir of Ord, auf der Black Isle in den Highlands in Schottland ist ein durch Abpflügen stark gestörter Stalled Cairn vom Typ Orkney-Cromarty (OC).
Der Nordost-Südwest orientierte Steinhügel war oval (etwa 19,5 m lang, 13,5 m breit). Die Kammer ist rechteckig. Die erhaltenen Steine sind 0,6 bis 1,5 m hoch. Eine Gruppe von Eintiefungen auf der Innenseite des östlichen Steins aus Sandsteinkonglomerat ist vermutlich natürlichen Ursprungs. Ein zusätzlicher aufrechter Stein, 0,9 m hoch, steht am östlichen Rand des Steinhügels.